# Орфографический словарь
Орфографи́ческий слова́рь — словарь, содержащий перечень слов в их нормативном написании. Отличается от толкового словаря по способу описания слова, поскольку раскрывает слово лишь в аспекте его правописания. Является показателем современной ему орфографии.
Словник орфографического словаря, как правило, включает не только сложные для написания случаи, поскольку задача отграничения последних от не представляющих орфографических трудностей не имеет очевидного решения. Также составители словарей обычно не ограничиваются общелитературной лексикой, включая в словники специальную, терминологическую и иную лексику, не относящуюся к межстилевой.

## Разновидности
Выделяют следующие разновидности орфографических словарей:
- школьные — различаются по объёму в зависимости от того, для начальных классов или средней школы они предназначены; часто сопровождаются изложением орфографических правил в объёме школьной программы;
- словари-справочники для работников печати — включают трудные случаи написания нарицательных и собственных имён, а также подробное изложение орфографических правил и сведений, требуемых для корректорской и редакторской работы;
- общие (в том числе посвящённые отдельным орфографическим проблемам: употреблению букв Ѣ до реформы русской орфографии, Ё, прописных и строчных букв, правописанию одной или двух Н, слитным, дефисным и раздельным написаниям) — рассчитаны на всех пишущих;
- отраслевые — посвящены специальной терминологии.